# Georges Elmacin
Georges Elmacin ou Djirdjīs al-Makīn (de son nom arabe entier  عبد الله جرجس بن أبي ياسر بن أبي المكارم بن أبي الطيب بن قردينة بن الطيب بن يوسف بن العميد, parfois appelé en Orient Ibn-Amid) est un historien de langue arabe et de religion chrétienne, né au Caire en 1205 et mort à Damas en 1273, auteur d'une chronique universelle.

## Biographie
Les informations biographiques à son sujet sont tirées de son œuvre. Son arrière-grand-père était un marchand de Tikrit qui s'installa en Égypte. Lui-même occupa un poste important au « bureau de l'armée » (en arabe : ديوان أل جيش) au Caire. Il fut deux fois emprisonné, et l'une de ces détentions dura plus de dix ans. Ses travaux historiographiques datent des années 1260, et ensuite il quitta l'Égypte et alla finir sa vie à Damas.

## Œuvre
Sa seule œuvre qui ait été conservée est une chronique universelle intitulée Al-Majmu' al-Mubarak (la Collection bénie), largement inspirée d'auteurs antérieurs. Elle est divisée en deux parties : la première raconte l'histoire du monde depuis la Création jusqu'à la onzième année du règne de l'empereur Héraclius (621-622, qui est également l'année de l'Hégire) ; la seconde raconte l'histoire du monde musulman depuis le temps de Mahomet jusqu'à l'accession au trône, en 1260, du sultan mamelouk Baybars.
La première partie se présente comme une longue suite de biographies d'hommes illustres, à commencer par Adam ; jusqu'à la destruction de Jérusalem par Nabuchodonosor (587 av. J.-C.), ce sont uniquement des personnages de l'Ancien Testament ; ensuite, l'auteur s'appuie sur des sources variées, dont toutes ne sont pas connues. Cette première partie s'achève par une liste des patriarches d'Alexandrie. Quant à la seconde partie, tout son début est une reprise des Chroniques de Tabari, comme Elmacin le dit lui-même. Parmi les autres sources importantes figurent les Chroniques d'Eutychius d'Alexandrie et d'Agapios de Manbij, et le Kitab al-Tawarikh (Livre des histoires) de son contemporain Ibn al-Rāhib.
L'œuvre se présente dans les manuscrits, soit dans son intégralité, soit chaque partie reproduite séparément. La plus ancienne copie intégrale, conservée à la British Library (Ms. Or. 7564), date de 1280. En plus de la version originale en arabe, il existe une traduction ancienne en éthiopien, datant du règne du négus Dawit II.
Seule la seconde partie a fait l'objet, à ce jour, d'une édition complète imprimée : sous le titre Historia Saracenica, elle fut publiée à Leyde en 1625 (texte original arabe et traduction latine de Thomas van Erpe). À partir de cette editio princeps, Pierre Vattier a donné en 1657, à Paris, une traduction française (Histoire mahométane, ou les Quarante-Neuf Califes du Macine). Pour la première partie, E. A. Wallis Budge a produit une traduction anglaise du chapitre sur Alexandre le Grand de la version éthiopienne donnée par le Ms. Or. 814 de la British Library.
Il existe une continuation de la Chronique d'Elmacin, allant jusqu'à la mort du sultan an-Nâsir Muhammad (1341) et due à al-Muffadal ibn Abī al-Fada'il, historien également de religion chrétienne et sans doute de la famille d'Elmacin. Cette continuation n'existe qu'en un seul manuscrit. Parmi les historiens musulmans, l'œuvre d'Elmacin a été connue et exploitée notamment par Ahmad al-Maqrîzî et par Ibn Khaldoun.

## Texte
- Al-Makin ibn al-Amid, Chronique des Ayyoubides (602-658, i.e. 1205/06-1259/60), traduction française de la partie 1205-1260 par Françoise Micheau et Anne-Marie Eddé, coll. « Histoire des croisades », Académie des inscriptions et belles-lettres, 1994.
- Martino Diez, 'xal-Makīn Girgis Ibn al-'Amīd: Universal History. The Vulgate Recension. From Adam to the End of the Achaemenids.  Leiden: Brill (2024). Pages: xxii, 1115 pp. https://doi.org/10.1163/9789004549999